# Toetie (voornaam)

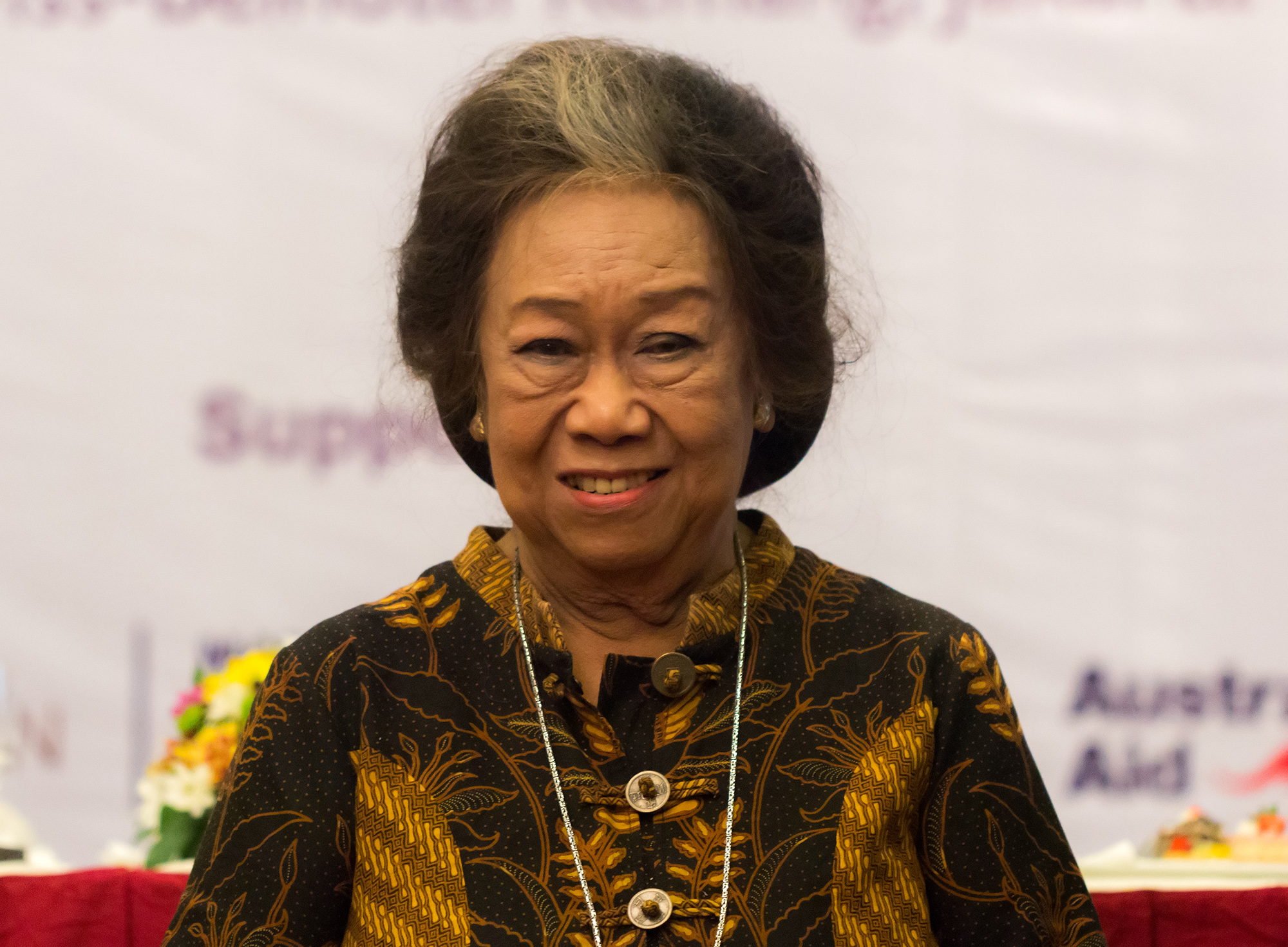
Toeti Heraty op de International Conference on Feminism, Jakarta, 24 september 2016.

Toetie, Toeti of Tuti is een vrouwelijke voornaam van Javaanse oorsprong, die voorkomt in Indonesië en nu nog zelden in Nederland en Suriname.

## Bekende naamdraagsters
Onder meer
- Toeti Adhitama (1935-2015, op Wikipedia in het Bahasa Indonesia), nieuwslezeres op de Indonesische TV
- Toeti Heraty (1933, Wikipedia in het Bahasa Indonesia, Engels), Indonesisch filosofe, feministe, schrijfster en dichteres
- Tuti Marini Puspowardojo (1911-1990, Wikipedia in het Bahasa Indonesia), moeder van de derde Indonesische president en vliegtuigbouwer Habibie, die zijn carrière ondersteunde.

## Verder gebruik
- "(Tante) Toetie" als algemene aanduiding voor een Indo-Europese vrouw[3][4][5][6]
- In namen van Indonesische restaurants en hotels, ook als "Toet"
- Hugo Pos: Het doosje van Toeti (1985), verhalenbundel

Toetie is in de intieme, relationele omgang een manier om liefde te uiten.